# Municipio de Quemado de Güines
Municipio de Quemado de Güines är en kommun i Kuba.   Den ligger i provinsen Provincia de Villa Clara, i den nordvästra delen av landet, 220 km öster om huvudstaden Havanna. Antalet invånare är 22 590. Arean är 338 kvadratkilometer.